# Антонио Колуччи-бей
Антонио Колуччи-бей (Antonio Colucci Bey; 1810 — ?) — египетский государственный деятель и врач.
Получив медицинское образование в Болонье, он, после возвращения в Египет, был назначен лейб-медиком хедива Мегемета-Али, и, занимая ряд административно-медицинских должностей, способствовал упорядочению медицинской и санитарной работы в Египте. Колуччи был вице-президентом и президентом египетского института и представителем Египта на разных научных конгрессах (Вена 1874, Женева 1877 и др.). Колуччи напечатал в специальных журналах много ценных статей о эпидемических болезнях (холере, чуме и др.), поражавших Египет, в которых он, отвергая значение карантинов, ставит на первый план оздоровление очагов заразы и соблюдение предупредительных санитарных правил. Отдельно изданы «Холера в Египте» (фр. «Le Cholera én Egypte», 1865) и «Ответ на двенадцать вопросов о холере 1865 года в Египте» (фр. «Reponse a douze questions sur le cholera de 1865 en Egypte», 1866).